# Limonium sundingii
Espèce
Statut de conservation UICN

 CR D : 
En danger critique
Limonium sundingii est une espèce de plantes à fleurs de la famille des Plumbaginaceae endémique du Cap-Vert.

## Répartition et habitat
Elle n'est présente que sur l'île de São Nicolau où on la trouve principalement entre 600 et 700 m d'altitude. Elle pousse dans les zones humides et sub-humides.